# Milltown-Head of Bay d'Espoir
Milltown-Head of Bay d'Espoir es un pueblo canadiense situado en la provincia de Terranova y Labrador.

## Superficie
Milltown-Head of Bay d'Espoir tiene una superficie de 24,95 km².

## Demografía
En 2021, tenía 669 habitantes, una densidad poblacional de 26,8 hab./km², y 358 viviendas.